# セントルイス駅 (ミズーリ州)
セントルイス駅（英語：St. Louis station〔Gateway Multimodal Transportation Center〕）はミズーリ州セントルイス サウス15thストリート430にある駅。全米各地を結ぶ旅客鉄道のアムトラックが乗り入れている。

## 概要
1978年までセントルイス・ユニオン駅がセントルイスの中央駅だったが、使用は停止された。アムトラックは1978年から2004年まで暫定的な駅舎を使用し、2008年から現駅舎が使用されるようになった。

## 利用可能な鉄道路線／列車
アムトラックのセントルイス駅に発着する列車は下記の通り。
シカゴとサンアントニオ / ロサンゼルス間の夜行長距離列車テキサス・イーグル号 …1日1往復停車
※南行列車はシカゴ（日・火・金）出発便はサンアントニオでサンセット・リミテッド号と併結され、ロサンゼルス行きとなる。シカゴとサンアントニオ間は毎日運転。北行列車はロサンゼルス（日・水・金）出発便はサンアントニオまでサンセット・リミテッド号と併結され、同駅で切り離し。サンアントニオからシカゴ間は毎日運転。
シカゴとセントルイス間の昼行中距離列車リンカーン・サービス…1日4往復発着
カンザスシティとセントルイス間の昼行中距離列車ミズーリ・リバー・ランナー号…1日2往復発着
メトロリンクブルーラインとレッドラインのシビック・センター駅が当駅に隣接している。